# Ceratomontia thorni
Ceratomontia thorni is een hooiwagen uit de familie Triaenonychidae.